# Joseph François Lafitau
Joseph-François Lafitau (1 de enero de 1681, Burdeos - 3 de julio de 1746, ibíd.) fue un misionero jesuita francés que estuvo en América del Norte. Se le recuerda como etnólogo pionero (Costumbres de los salvajes americanos comparadas con las de los tiempos primitivos) y como divulgador del ginseng, a comienzos del siglo XVIII.

## Trayectoria
Hijo de un banquero bodelés, Lafitau entró en el noviciado jesuita en 1696, en su ciudad natal. Estudió filosofía así como retórica en Pau (1698-1701). Enseñó por su parte en Limoges (1701-1702), en Saintes (1702-1705), y Pau (1705-1706). Tras finalizar sus estudios en Poitiers (1706-1709), concluyó su formación teológica en París (1709-1711).
En 1711, marchó al Canadá donde empezó a trabajar ayudado por otros compañeros de su orden. Allí observó minuciosamente las costumbres amerindias. Regresó a Francia en 1717. Pero redactó su curioso aún, Mœurs des sauvages américains comparées aux mœurs des premiers temps, 1724, donde compara a los iroqueses (con su matriarcado, que destaca) con la humanidad descrita en el Génesis. Su obra fue traducida al alemán, inglés, holandés.
Por otro lado, destaca su interés por el Panax quinquefolius o ginseng americano que allí descubrió (era una planta conocida en Corea y Tartaria, que los chinos apreciaban mucho). 

## Obra
- Mémoire présenté à S. A. R. Mgr. le duc d'Orléans, concernant la précieuse plante du gin-seng de [Tartarie, découverte en Amérique, 1718. Tr.: Memoria relativa a la preciosa planta gin-sen
- Mœurs des sauvages américains comparées aux mœurs des premiers temps, París, 1724. Tr.: Costumbres de los salvajes americanos comparadas con las de los tiempos primitivos.
- Histoire des découvertes et des conquêtes des Portugais dans le Nouveau-Monde, (1733–34). Tr.: Historia de los descubrimientos y conquistas de los portugueses en el Nuevo Mundo.